# Pur (gruppo musicale)
I Pur sono un gruppo musicale tedesco originario di Bietigheim-Bissingen, attivo dal 1975.

## Formazione
- Hartmut Engler - voce
- Joe Crawford - basso
- Rudi Buttas - chitarra
- Roland Bless - percussioni
- Ingo Riedl - tastiere

## Discografia
| Anno | Titolo                            | Posizione classifica |
| Anno | Titolo                            | GER                  |
| ---- | --------------------------------- | -------------------- |
| 1983 | Opus                              |                      |
| 1985 | Vorsicht Zerbrechlich             |                      |
| 1987 | PUR                               |                      |
| 1988 | Wie im Film                       |                      |
| 1990 | Unendlich Mehr                    |                      |
| 1991 | Nichts Ohne Grund                 | 75                   |
| 1992 | PUR Live                          | 7                    |
| 1993 | Seiltänzertraum                   | 2                    |
| 1995 | Abenteuerland                     | 1                    |
| 1996 | Pur Live - Die Zweite             | 1                    |
| 1998 | Mächtig viel Theater              | 1                    |
| 2000 | Mittendrin                        | 1                    |
| 2001 | Hits PUR - 20 Jahre Eine Band     | 1                    |
| 2003 | Was Ist Passiert?                 | 1                    |
| 2005 | PUR Klassisch                     | 2                    |
| 2006 | Es Ist Wie Es Ist                 | 1                    |
| 2009 | Wünsche                           | 1                    |
| 2010 | PUR Live - Die Dritte - Akustisch | 1                    |
| 2012 | Schein & Sein                     | 1                    |
| 2013 | Schein & Sein - Live aus Berlin   |                      |